# Lipcse/Halle repülőtér
A Lipcse/Halle repülőtér (IATA: LEJ, ICAO: EDDP) egy nemzetközi repülőtér Németországban, Lipcse közelében. Éves utasforgalma 1 558 602 fő (2022).

## Futópályák
A repülőtér futópályái:
- 08L/26R (3600 m, 45 m, beton)
- 08R/26L (3600 m, 60 m, beton)

## Forgalom
Az utasforgalom az elmúlt években az alábbi módon változott:
| Utasok száma | 274 878 | 1 885 161 | 2 241 392 | 2 174 031 | 2 026 550 | 2 457 077 | 2 263 668 | 2 317 255 | 2 567 783 | 1 558 602 |
|              | 1990    | 1994      | 1997      | 2001      | 2004      | 2008      | 2011      | 2015      | 2018      | 2022      |

## Légitársaságok és úticélok

### Személy
2024-ben a Lipcse/Halle repülőtérről az alábbi járatok indulnak (Utoljára frissítve: 2024-11-3):
| Légitársaság         | Célállomások |
| -------------------- | --- |
| Air Cairo            | Hurghada |
| Austrian Airlines    | Bécs |
| Condor               | Agadir, Fuerteventura, Funchal, Gran Canaria, Hurghada, Palma de Mallorca, Tenerife–South Szezonális: Antalya, Chania, Corfu, Faro, Heraklion, Jerez de la Frontera, Kos, Lanzarote, Rhodes |
| Corendon Airlines    | Antalya Szezonális: Gazipaşa, Hurghada |
| European Air Charter | Szezonális charter: Burgas, Varna[forrás?] |
| Eurowings            | Düsseldorf, Palma de Mallorca |
| Freebird Airlines    | Szezonális: Antalya Szezonális charter: Burgas, Corfu, Fuerteventura |
| Lufthansa            | Frankfurt, München |
| Nouvelair            | Szezonális: Djerba, Monastir |
| Pegasus Airlines     | Antalya |
| Ryanair              | London–Stansted |
| SmartLynx Airlines   | Szezonális charter: Dubai-Al Maktoum, Hurghada, Marsa Alam |
| Smartwings           | Szezonális charter: Abu Dhabi |
| Sundair              | Szezonális: Antalya |
| SunExpress           | Antalya |
| Turkish Airlines     | Istanbul |
| Wizz Air             | Bukarest–Otopeni, Tirana |

### Cargo
| Légitársaság | Célállomások |
| ------------ | --- |
| AeroLogic    | Bahrain, Bangkok–Suvarnabhumi, Bengaluru, Brüsszel, Chennai, Chicago–O'Hare, Cincinnati, Köln/Bonn, Dallas, Delhi, Dubai–International, East Midlands, Frankfurt, Guadalajara, Ho Chi Minh City, Hong Kong, Houston–Intercontinental, Los Angeles, Mexico City, Miami, Mumbai, New York–JFK, Seattle/Tacoma, Seoul–Incheon, Shanghai–Pudong, Shenzhen, Singapore, Stavanger, Tashkent, Tokyo–Narita, Toronto–Pearson |
| Amazon Air   | Köln/Bonn, East Midlands, Katowice, Madrid, Milan–Malpensa |
| DHL Aviation | Almaty, Amszterdam, Athens, Bahrain, Bangkok–Suvarnabhumi, Barcelona, Basel/Mulhouse, Belgrád, Bengaluru, Bergamo, Bologna, Bratislava, Brno, Brüsszel, Budapest, Cincinnati, Köln/Bonn, Koppenhága, Delhi, Dubai–International, Dublin, East Midlands, Edinburgh, Frankfurt, Gdańsk, Genf, Helsinki, Ho Chi Minh City, Hong Kong, Istanbul, Katowice, Kyiv–Boryspil, Lagos, Lahore, Linz, Ljubljana, London–Heathrow, London–Luton, Los Angeles, Lyon, Madrid, Marseille, Milánó-Malpensai repülőtér, Miami, Moscow–Sheremetyevo, Mumbai, München, Nantes, New York–JFK, Oslo, Ostrava, Párizs-Charles de Gaulle repülőtér, Pisa, Riga, Róma–Ciampino, Seoul–Incheon, Shanghai–Pudong, Shannon, Sharjah, Singapore, Skopje, Szófia, Stockholm–Arlanda, Stuttgart, Tashkent, Tel Aviv, Treviso, Turku, Vilnius, Vitoria, Varsó–Chopin |
| MNG Airlines | Köln/Bonn, Istanbul, Istanbul–Sabiha Gökçen |

## Statisztikák
|                                                  | Utasszám összesen | Gépmozgás | Teherforgalom (tonnában) |
| ------------------------------------------------ | ----------------- | --------- | ------------------------ |
| 1990                                             | 274 878           | 9 549     | 366                      |
| 1991                                             | 634 424           | 26 089    | 4 372                    |
| 1992                                             | 1 073 378         | 42 960    | 8 611                    |
| 1993                                             | 1 521 436         | 48 510    | 17 482                   |
| 1994                                             | 1 901 797         | 52 590    | 23 189                   |
| 1995                                             | 2 104 822         | 53 807    | 25 225                   |
| 1996                                             | 2 186 649         | 50 298    | 22 410                   |
| 1997                                             | 2 248 852         | 47 284    | 17 220                   |
| 1998                                             | 2 108 779         | 43 778    | 12 866                   |
| 1999                                             | 2 162 769         | 47 944    | 15 220                   |
| 2000                                             | 2 288 931         | 47 030    | 17 086                   |
| 2001                                             | 2 185 130         | 42 408    | 15 799                   |
| 2002                                             | 1 988 854         | 41 209    | 16 882                   |
| 2003                                             | 1 955 070         | 40 303    | 17.559                   |
| 2004                                             | 2 041 046         | 39 316    | 12 575                   |
| 2005                                             | 2 127 895         | 37 905    | 15 641                   |
| 2006                                             | 2 348 011         | 42 417    | 29 330                   |
| 2007                                             | 2 723 000         | 50 972    | 101 364                  |
| 2008                                             | 2 462 256         | 59 924    | 442 453                  |
| 2009                                             | 2 421 382         | 60 150    | 524 082                  |
| 2010                                             | 2 348 597         | 62 247    | 663 024                  |
| 2011                                             | 2 266 743         | 64 097    | 760 344                  |
| 2012                                             | 2 286 151         | 62 688    | 863 665                  |
| 2013                                             | 2 240 860         | 61 668    | 887 101                  |
| 2014                                             | 2 331 399         | 63 569    | 910 708                  |
| 2015                                             | 2 321 975         | 65 061    | 988 240                  |
| 2016                                             | 2 192 145         | 64 492    | 1 052 372                |
| 2017                                             | 2 365 141         | 69 815    | 1 138 477                |
| 2018                                             | 2 571 119         | 79 218    | 1 221 429                |
| Forrás: Leipzig/Halle Airport Traffic statistics |                   |           |                          |